# VTM 2
O VTM 2 é um canal de televisão belga de propriedade da empresa DPG Media.

## História
Fundado como Kanaal 2. No entanto, passou por vários rebrandings ao longo dos anos. No lançamento em 1995, o canal ficou conhecido como Ka2 (pronúncia holandesa de K2), depois Kanaal 2. Em 2001, foi designado KANAALTWEE.
Em 12 de fevereiro de 2008, o canal mudou seu nome para 2BE, mantendo o 2, mas referindo-se ao código ISO da Bélgica BE.
Em setembro de 2016, o canal mudou seu nome para Q2.

## Logotipos
| Used since March 2014 |
| 2014–2016             |
| --------------------- |

## Programas transmitidos pela VTM 2
Além da VTM 2, a Medialaan também possui e opera os canais de TV VTM, Vitaya, JIM, VTMKZoom e as emissoras de rádio Q-music e JOE fm, então não é incomum que programas (especialmente reprises) sejam transmitidos de um canal para outro.